# Franxault
Franxault is een gemeente in het Franse departement Côte-d'Or (regio Bourgogne-Franche-Comté) en telt 389 inwoners (1999). De plaats maakt deel uit van het arrondissement Beaune.

## Geografie
De oppervlakte van Franxault bedraagt 12,4 km², de bevolkingsdichtheid is 31,4 inwoners per km².
De onderstaande kaart toont de ligging van Franxault met de belangrijkste infrastructuur en aangrenzende gemeenten.

## Demografie
Onderstaande figuur toont het verloop van het inwonertal (bron: INSEE-tellingen).